# Internationaal Verdrag voor de controle en het beheer van ballastwater en sedimenten van schepen
Het Internationaal Verdrag voor de controle en het beheer van ballastwater en sedimenten van schepen (International Convention for the Control and Management of Ships' Ballast Water and Sediments, BWM-verdrag) is een internationaal verdrag uit 2004 van de Internationale Maritieme Organisatie dat als doel heeft het voorkomen, minimaliseren en uiteindelijk stoppen van de transfer van schadelijke waterorganismen en pathogenen door de controle en regelgevingen van de scheepsballast en sedimenten. Het verdrag trad op 8 september 2017 in werking.
Het verdrag beoogt de preventie van verspreiding van schadelijke waterorganismen van de ene regio naar de andere en het voorkomen van schade aan het mariene leven door het lossen van ballastwater, door de opname en de daaropvolgende afvoer van sediment en organismen te minimaliseren. Vanaf 2024 moeten alle schepen een goedgekeurd ballastwatermanagement-behandelingssysteem hebben, conform de D2-norm. Bestaande schepen zijn verplicht om een goedgekeurd systeem te installeren, wat tot wel 5 miljoen USD per schip kan kosten. Om bij de implementatie te helpen, heeft de IMO 14 richtlijnen over het verdrag uitgebracht met inbegrip van de G2-richtlijnen voor het nemen van ballastwaterstalen, G4=richtlijnen voor ballastwaterbeheer en G6-richtlijen voor ballastwateruitwisseling.:175 In september 2020 namen 79 landen deel aan het verdrag.

## Ontwikkeling en inwerkingtreding

Ondertekend en geratificeerd
Toegetreden
Geen deelnemer

Het eerste wetenschappelijk erkende geval van een niet-inheemse mariene soort die in schepen wordt vervoerd, was in 1903 in de Noordzee, waarbij de Aziatische fytoplankton Odontella (Biddulphia sinensis) verscheen. De kwestie werd al meer voorkomend bij de toename van de scheepvaart in de late 20e eeuw en het werd eind jaren 1980 voor het eerst aangekaart bij IMO.:2 Na een aantal jaren van ontwikkeling werd het verdrag in 2004 door de Internationale Maritieme Organisatie aangenomen. Om in werking te treden, moest het verdrag eerst geratificeerd worden ten minste 30 staten die 35% van de wereldvloot in tonnage vertegenwoordigen. Het verdrag zou 12 maanden later in werking treden. Dit was het geval na de toetreding van Finland op 8 september 2016, waarbij de verdragsluitende staten op 52 en het gecombineerde tonnage van de staten tot 35,14% werden gebracht. Zo trad het verdrag op 8 september 2017 in werking. Na Finland hebben nog een aantal staten zich aangesloten tot het verdrag, waardoor het totaal op 7 juli 2017 tot 59 ondertekende staten steeg, wat 65,18% van de wereldvloot voor handelsvervoer in tonnage vertegenwoordigt.

## Vereisten
Alle schepen die internationale reizen maken, zijn door het verdrag verplicht een ballastwatermanagementplan te implementeren zodat het schip het ballastwater en de sedimentafvoer naar een bepaalde standaard kan beheren. Het plan moet voldoen aan de eisen van het verdrag en de G4-richtlijnen die door de IMO zijn opgelegd. Het omvat standaard operationele begeleiding, planning en beheer, evenals aanvullende details.:123-124 Bovendien moeten alle schepen van meer dan 400GT in het bezit zijn van een ballastwaterjournaal waarin zaken als het ballasten en ontballasten van elke tank, de tijd, de datum, de locatie en de behandeling worden beschreven.
Schepen die aan het verdrag voldoen, ontvangen een internationaal ballastwaterbeheercertificaat. Om een certificaat te verkrijgen, moet een schip de nodige documentatie verstrekken die aantoont dat het schip voldoet aan het verdrag, waarop dan een survey zal worden uitgevoerd aan boord. Een onderzoek kan worden uitgevoerd door de vlaggenstaat of door een classificatiebureau dat door de vlaggenstaat is gemachtigd.:128 De handhaving van het verdrag wordt opgevolgd door onder meer havenstaatcontrole, dat het ballastwaterbeheerplan en de werking ervan op het schip moet beoordelen.:141

### Standaarden
In het kader van het verdrag zijn schepen verplicht volgens een tijdschema voor de uitvoering te voldoen aan de normen D1 of D2. De D1-norm vereist schepen om een ballastwateruitwisseling uit te voeren en specificeert het volume water dat moet worden vervangen. Deze standaard omvat het uitwisselen van het opgenomen ballastwater uit de laatste haven met nieuw zeewater; dit moet minstens 200 zeemijl van de kust plaatsvinden. De D2-norm is strenger en vereist het gebruik van een goedgekeurd ballastwaterbehandelingssysteem. Het systeem moet ervoor zorgen dat slechts kleine hoeveelheden levensvatbare organismen na behandeling achterblijven in het water om de negatieve effecten op het mariene milieu door de scheepvaart te minimaliseren.
Nieuwgebouwde schepen vanaf 8 september 2017 zijn verplicht aan de D2-norm te voldoen. Bestaande schepen die onderworpen zijn aan het gefaseerde uitvoeringsschema hebben de mogelijkheid (afhankelijk van de vernieuwing van hun scheepscertificaten) tot 8 september 2024 om te voldoen aan de D2-norm.
Het is ook mogelijk voor schepen om ballast te lozen bij erkende ontvangstinstallaties in bepaalde havens, aangezien artikel 5 vereist dat bij het schoonmaken of repareren van de ballasttanks van een schip de desbetreffende haven voldoende ontvangstvoorzieningen voor de sedimenten moet hebben. De voorzieningen moeten voorzien zijn van veilige verwijderingsregelingen, opslag- en behandelingsapparatuur, veilige en geschikte ligplaatsen en noodvoorzieningen en de nodige reductiemiddelen voor verbindingen met schepen.:167
Sommige schepen kunnen een vrijstelling krijgen van de bepalingen uit het verdrag, onder bepaalde voorwaarden en met de toestemming van een vlaggenstaat. Deze zijn schepen die in een beperkt gebied varen en kleine vaartuigen zoals zeilboten en vissersvaartuigen, alsook schepen die enkel een bepaalde kustlijn aandoen en FPSO's.